# バルセロナ動物園

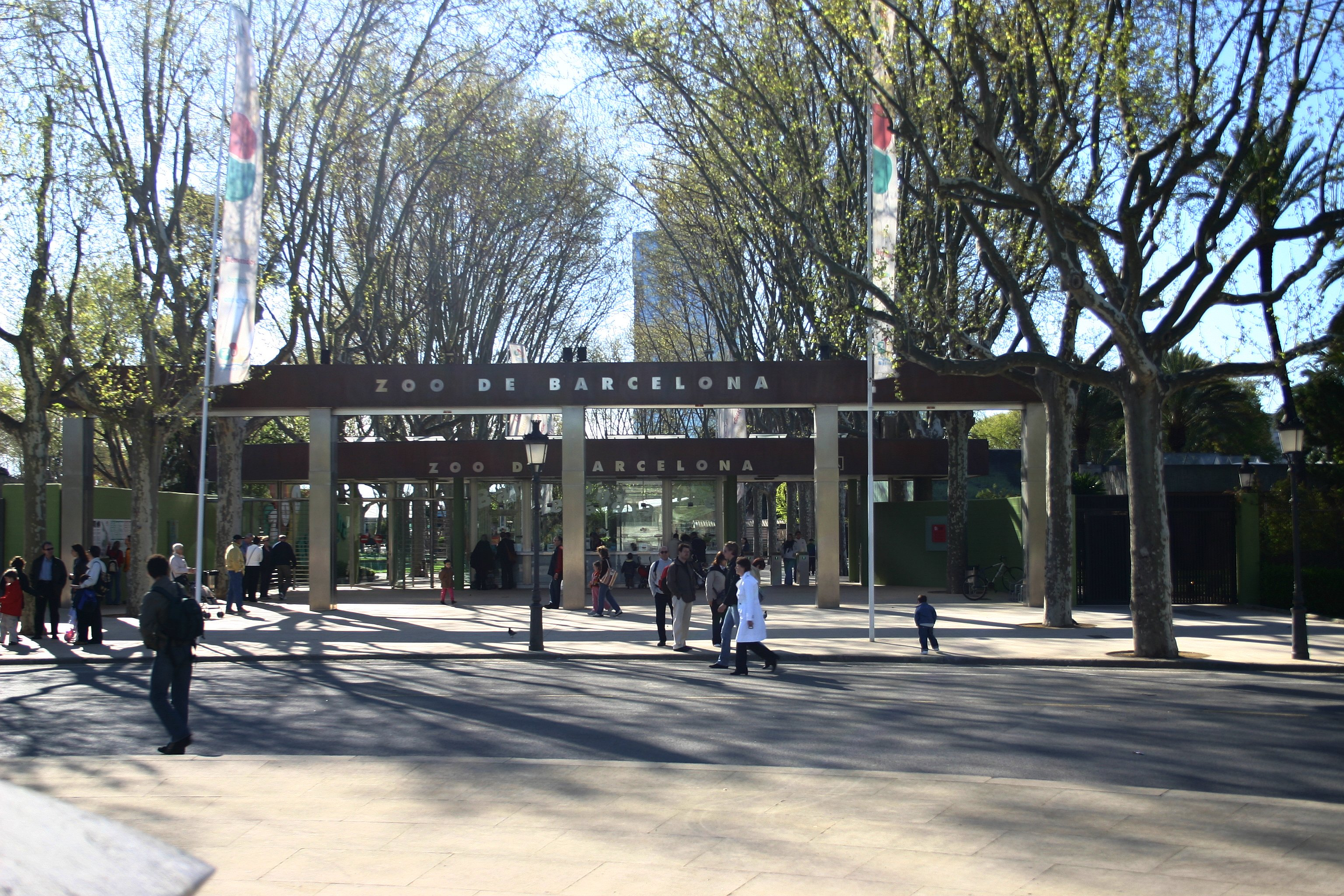
バルセロナ動物園

バルセロナ動物園（カタルーニャ語:Parc Zoològic de Barcelona）は、スペイン、バルセロナにある動物園。1892年、リュイス・マルティ・イ・コドラ（Lluís Martí i Codolar）のバルセロナ市への寄贈により、シウタデラ公園内に開園した。
13ヘクタールの園内には400種以上、7500余の動物がおり、白いゴリラのコピート・デ・ニエベのいた動物園として知られる。イベリアオオカミ（ハイイロオオカミの亜種）の種の保存やアオサギの繁殖なども行なっている。園内ではバンドウイルカのイルカショーがあるほか、イベリコ豚やメンドリ（Gallina del Prat）、ロバ（Ruc català）など、カタルーニャ地方の家畜に触れることもできる。